# Ottavio Posta
Ottavio Posta (Passignano sul Trasimeno, 1882 – Isola Maggiore, 1963) è stato un presbitero italiano, annoverato fra i giusti fra le nazioni per la sua azione in favore di ebrei durante l'Olocausto.

## Biografia
Don Posta ha diretto la parrocchia di Isola Maggiore sul Lago Trasimeno dal 1915 alla sua morte nel 1963. La onorificenza alla memoria gli è stata riconosciuta il 15 settembre del 2011 con l'intervento del consigliere per gli affari politici presso l'ambasciata di Israele a Roma, che a nome dello Yad Vashem di Gerusalemme consegnò la medaglia al parenti di don Ottavio.
L'azione a cui fa riferimento il riconoscimento di giusto fra le nazioni don Ottavio la adempì nella notte tra il 19 e 20 giugno 1944 quando con un folto gruppo di pescatori, egli rischiò la vita per traghettare e così portare in salvo presso gli avanzanti alleati decine di ebrei che stavano per essere catturati dai nazisti e deportati in Germania.
Alla cerimonia erano presenti persone che avevano visto e partecipato all'episodio e raccontarono come il parroco avesse fornito documenti falsi per mascherare la identità dei fuggitivi ebrei.
Ora sul pontile di Sant'Arcangelo, dove sbarcarono le cinque barche con cui i pescatori portarono in salvo i fuggitivi, spicca una lapide commemorativa dell'episodio.
Per il medesimo motivo il 18 gennaio 2008 don Posta fu decorato con la medaglia d'oro al merito civile alla memoria dalla Presidenza della Repubblica Italiana.